# Hazatalálsz
Hazatalálsz è il quinto album della cantante ungherese Friderika Bayer, pubblicato nel 2001 attraverso l'etichetta discografica Magneoton Records.

## Tracce
CD
1. Sordino – 4:30 (László Csuka, Róbert Kassai, Szabolcs Varga)
2. Igazi boldogság – 5:35 (Róbert Kassai, József Márkus, Szabolcs Varga)
3. Hírek – 4:30 (László Csuka, Róbert Kassai, Szabolcs Varga)
4. A végtelen még vár – 4:20 (Róbert Kassai, Tamás Pajor, Szabolcs Varga)
5. Szél – 5:15 (Róbert Kassai, József Márkus, Szabolcs Varga)
6. Hűség – 3:15 (László Csuka, Zoltán Fejes)
7. Valami készül – 5:05 (Róbert Kassai, Tamás Pajor, Szabolcs Varga)
8. Hajnalcsillag – 4:10 (László Csuka, Judit Németh)
9. Hazatalálsz – 5:20 (Róbert Kassai, József Márkus, Szabolcs Varga)
10. Kiválasztottál – 5:20 (László Csuka, Róbert Kassai, Szabolcs Varga)
11. A fény felé – 4:30 (Ferenc Demjén, István Lerch)